# Palazzo Pretorio (Arezzo)
Palazzo Pretorio è un prestigioso edificio del centro storico di Arezzo.

## Storia
Venne realizzato accorpando i palazzi duecenteschi delle famiglie guelfe degli Albergotti, dei Lodomeri e dei Sassoli, mentre la facciata presenta numerosi stemmi di podestà e capitani che operarono ad Arezzo a partire dalla prima metà del XV secolo.
Dal 1600 al 1926 i locali del palazzo furono utilizzati con la funzione di carcere. Dopo un notevole intervento di restauro fu sede del Museo medievale e della Pinacoteca, e dal 1959 ospita la Biblioteca Città di Arezzo.